# Antoing
Antoing là một đô thị ở tỉnh Hainaut. Đô thị này bao gồm các đô thị cũ Antoing, Maubray, Péronnes-lez-Antoing, Bruyelle, Calonne và Fontenoy.
Trận Fontenoy, một trận đánh lớn trong chiến tranh kế vị Áo, đã diễn ra gần Fontenoy ngày 11 tháng 5 năm 1745.
Raoul Cauvin, sinh ra ở Antoing năm 1938